# Jewish Virtual Library
Pour les articles homonymes, voir JVL.
La Jewish Virtual Library (JVL) (Bibliothèque virtuelle juive) est une encyclopédie publiée sur internet émanant de l'American-Israeli Cooperative Enterprise (AICE), une organisation à but non lucratif israélo-américaine, destinée à resserrer les liens entre les deux États et à « aider à la compréhension de l'histoire et de la culture juive »
.
Cette association, actuellement dirigée par Mitchell Bard, est connue pour proposer notamment quantité de documents historiques, dont de nombreux courriers signés par les plus hautes autorités allemandes concernant la Shoah. Pro-israélienne, elle se propose aussi de « fournir des faits sur le conflit israélo-arabe » et de lutter contre la « délégitimation d'Israël ».

## L'encyclopédie juive
La Jewish Virtual Library est l'encyclopédie juive, en ligne, la plus complète existant à ce jour. Elle couvre l'ensemble des sujets, allant de l'antisémitisme au sionisme. Elle compte plus de 13 000 articles et 6 000 photographies et cartes disponibles en ligne.

### Organisation
La bibliothèque est composée de treize départements : histoire, femmes, l'Holocauste, voyages, Israël et les États-Unis, cartes, politique, biographies, Israël, religion, trésors judaïques de la bibliothèque du Congrès, statistiques essentielles et références. Chacun est à son tour divisé en sous catégories. Dans le département religion, on trouve par exemple le texte complet du Tanakh, des informations sur les fêtes juives et des articles concernant les relations entre Juifs, chrétiens et musulmans. Le département politique comprend des collections relatives aux relations américano-israéliennes, les Nations unies et le processus de paix israélo-palestinien. La section références propose une bibliographie de plus de mille ouvrages et mille sites web, ainsi qu'un glossaire de plus de mille mots et une chronologie de l'histoire du judaïsme.